# Barrio de Analco
El barrio de Analco es un barrio histórico ubicado en el centro histórico de la Ciudad de Puebla, México al otro lado del río San Francisco.

## Historia

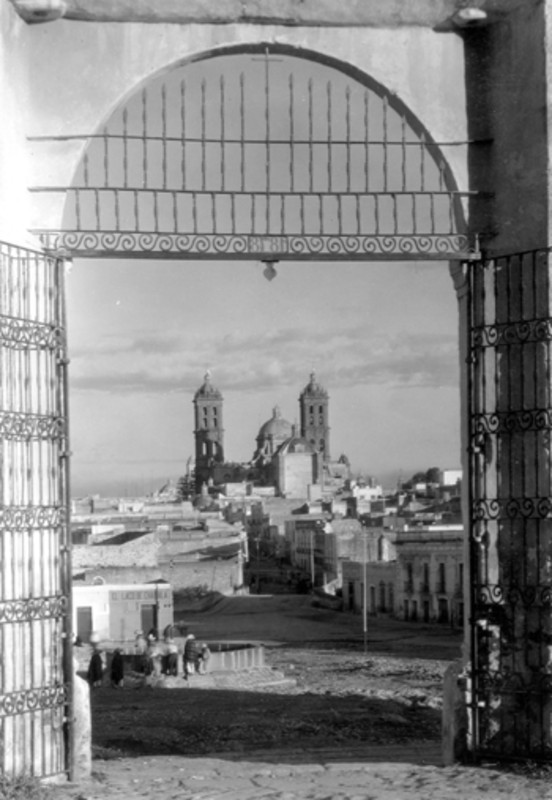
Catedral vista desde el atrio de la iglesia. Se aprecian los edificios al otro lado de la plaza, la fuente y el puente.

El Barrio de Analco, cuyo significado en náhuatl quiere decir “al otro lado del río", es uno de los barrios más antiguos de la ciudad. 
Sus comienzos no son los más ciertos, pero es seguro que no es de los primerísimos barrios de indios que se establecieron. Después de la fundación de la ciudad y su reubicación al poniente del río de San Francisco, se establecieron cuatro barrios de los cuatro señoríos que vinieron a ayudar a los españoles en la fundación y luego a servirles: Estos son Mexicapan, Huejotzincocapan, Cholultecapan y Tlaxcaltecapan. Analco aparece poco después, quizás en el mismo lustro, poblado igualmente por tlaxcaltecas. A un lado del barrio se encontraba el río San Francisco, y allende éste estaba la traza española, de ahí que recibiera el nombre de "Analco". Solía abarcar toda el área al sur del arroyo de Xonaca y este del río de San Francisco, limitando al sur y oriente con sembradíos, y sus habitantes se dedicaron a la alfarería y a los molinos asentados a ambos lados del río de San Francisco.
A sus rumbos, en el propio barrio, sus habitantes les dieron la denominación de Huelocatitlán (huil- paloma, calli-casa) ("lugar de las palomas"), en forma corrupta Güeyocaltitlán; Xochitlán ("lugar de las flores"); Yancuitlapa (yancuic-nuevo, tlalli-"tierra nueva"); Tepetlapan ("sobre la roca firme"). Estas subdivisiones del barrio se llamaron tlaxicallis.
Para el año de 1560 se tiene noticia de que ya existía una ermita dedicada a las Ánimas del purgatorio y en 1618 fue construida la Iglesia de Santo Ángel Custodio. No fue sino hasta el episcopado de Don Juan de Palafox que se elevó a parroquia (1640).
Hacia 1759 se instaló una fuente en el centro de la plazuela que fungió como abastecedora de agua potable para los habitantes; en 1925 se quitó del lugar para obsequiarla al pueblo de Xonacatepec, en 1928 se regresó al sitio original donde se encuentra actualmente.
A finales de 1970 se instaló un jardín en donde antes se encontraba la plazuela empedrada. Sobreviven aún varios hornos de alfarería.

## Actividades

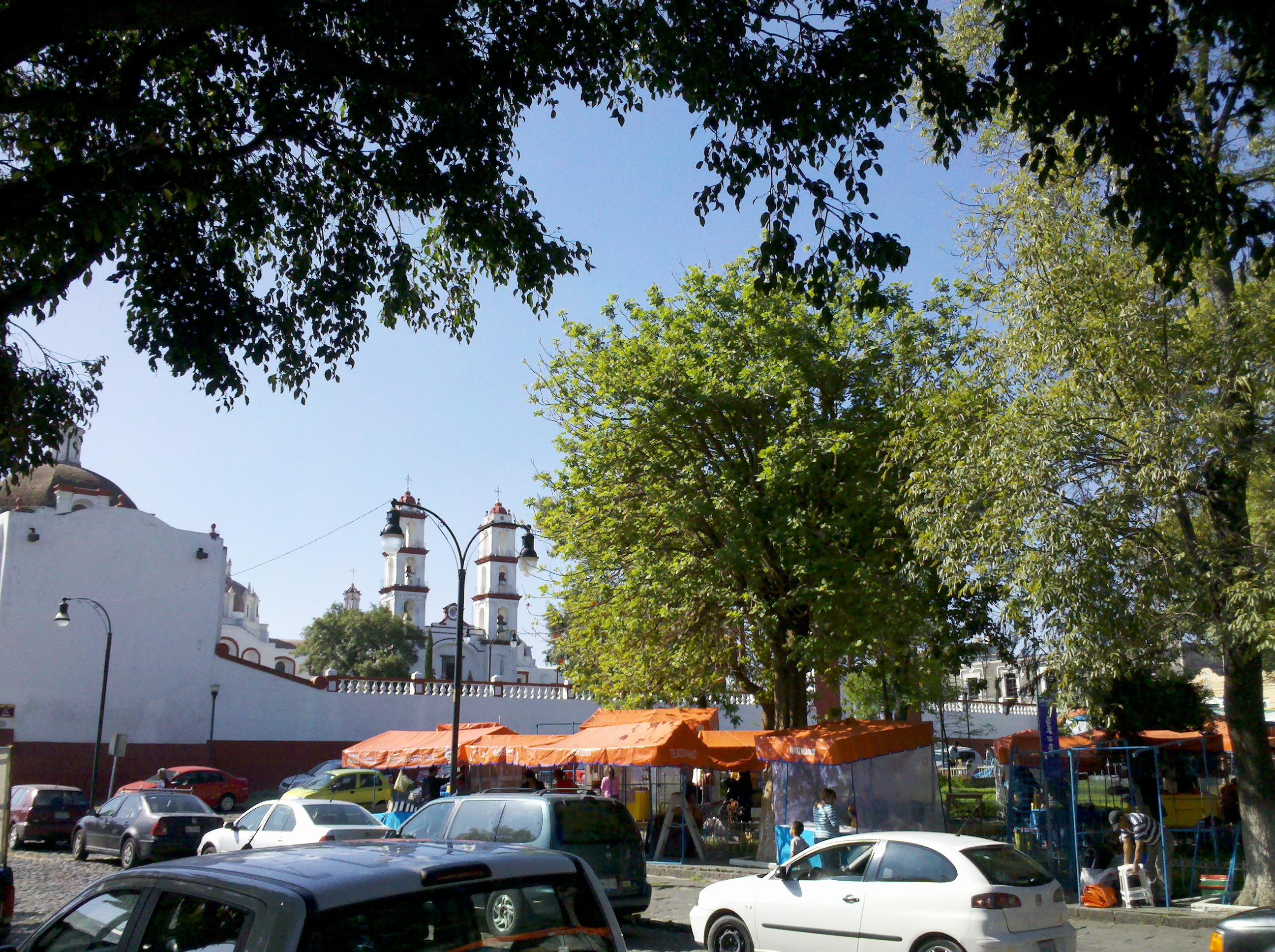
Vista de la plaza de Analco con tianguis, así como el Templo del Santo Ángel Custodio.

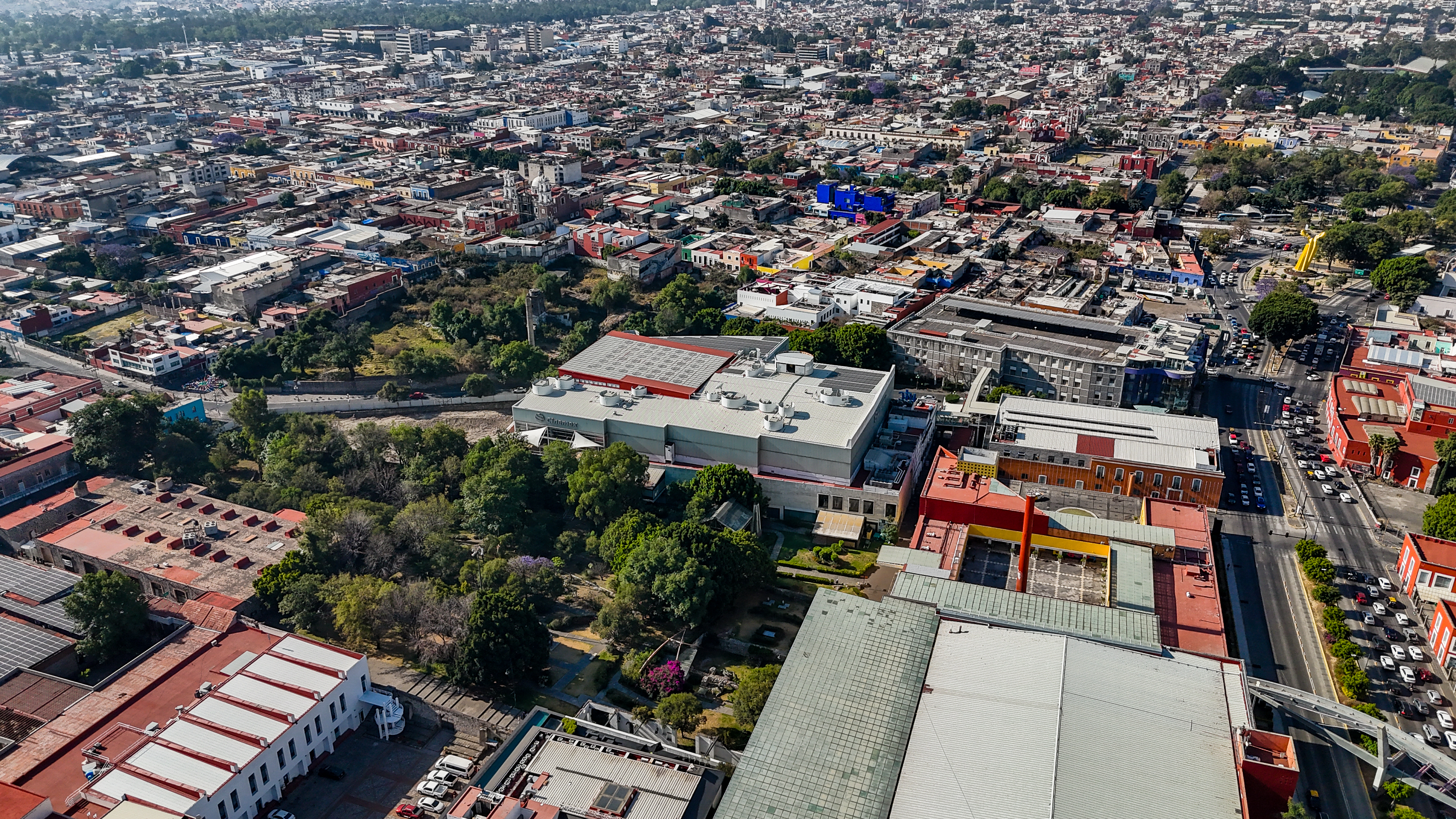
Vista aérea del barrio de Analco.

Analco es, por tradición, el lugar idóneo para encontrar artesanías de toda clase; la diversidad que es una de las principales características de este tianguis, permitió que se retomara en el año de 1993 y que a la actualidad ofrece a sus habitantes un espacio de convivencia y deleite de productos.  
Es por ello, que, cada fin de semana se instala un tianguis un poco más turístico que popular, en el que se pueden encontrar diversos artículos, desde artesanías como lo son: talavera, vidrio soplado, talla en madera, textiles, cestería, bordados, etcétera; hasta plantas de ornato y antigüedades o manualidades; además se instalan puestos de comida, dulcería típica, vinos típicos, conservas, juegos y atracciones infantiles. 
A pesar de que el tianguis es un sitio popular frecuentado por los visitantes y locales los fines de semana, el resto del barrio no lo es tanto, hallándose en un franco estado de deterioro urbano (en similar estado se encuentran los demás barrios de la ciudad que rodean a la traza española). No son raras las casas deshabitadas y ruinosas, mientras que banquetas y calles estrechas por igual se hallan convertidas en estacionamientos. La pintura se raja hasta de las casas habitadas, y la abundancia de cables sin orden contribuye a deteriorar la imagen.